# Saor Éire (1931)
Pour les articles homonymes, voir Saor Éire.
Saor Éire (Libre Irlande en gaeilge) est une organisation politique d' extrême gauche irlandaise. Elle est créée en 1931 par des membres de tendance communiste au sein de l'Armée républicaine irlandaise (IRA), avec le soutien de sa direction. Parmi ses fondateurs figure notamment Peadar O'Donnell, ancien rédacteur en chef d'An Phoblacht, le journal publié par l'IRA, et figure de l'extrême gauche de l'IRA. Saor Éire se décrit comme « une organisation d'ouvriers et de travailleurs agricoles ».   
Au cours de son existence, Saor Éire a utilisé les colonnes de la publication républicaine An Phoblacht, sous la direction de Frank Ryan, pour rendre compte de ses progrès et promouvoir un républicanisme d'extrême gauche en Irlande.

## Histoire
À la fin des années 1920, le mouvement républicain irlandais est en crise. Depuis sa défaite au cours de la guerre civile irlandaise (1922-1923), il s'est divisé Éamon de Valera fondant le Fianna Fáil légaliste et électoraliste en 1926 tandis que le Sinn Féin se trouvait marginalisé par son refus de participer aux institutions de l'État libre, dont il ne reconnaissait pas la légitimité, et par une série de mesures prises par le Cumann na nGaedheal pour verrouiller la vie politique irlandaise. Face à ces divisions, l'IRA avait pris son autonomie vis-à-vis des partis, mais était elle-même divisée entre une aile qui cherchait à lui conserver un rôle purement militaire et des militants qui voulaient lui donner un programme social et économique clair et l'engager dans la vie politique.
Le 1er février 1931, le Conseil militaire de l'IRA parvint à un compromis dont le résultat fut le lancement d'un programme politique d'influence marxiste, soutenu par l'organisation militaire : Saor Éire,.
Saor Éire tient sa conférence inaugurale à Dublin, au Iona Hall, le 26 et 27 septembre 1931. Cent cinquante délégués venus de l'État libre d'Irlande et d'Irlande du Nord assistent à la conférence dans un contexte de répression policière sur fond de descentes de police dans les maisons et les bureaux liés à Saor Éire et An Phoblacht. Seán Hayes était président, tandis que David Fitzgerald en était le secrétaire. 
Un programme en deux phases précisant les objectifs de l'organisation fut élaboré. La première phase était décrite comme une phase d'organisation et de propagande afin de permettre la constitution d'un front solide de résistance de masse aux oppresseurs. Cela s'appuierait sur la résistance et l'activité quotidiennes envers "les loyers, les rentes, les expulsions, les saisies, les ventes bancaires, les lock-out, les grèves et les baisses de salaires". Cette phase devait aboutir à faire passer le pouvoir des mains des impérialistes à celles des masses. La deuxième phase était pensée être celle de la consolidation de ce pouvoir par l'organisation de l'économie et la mise en place d'une république des ouvriers et travailleurs agricoles. 
Idéologiquement, Saor Éire adhérait au républicanisme socialiste irlandais développé par James Connolly et Peadar O'Donnell. En raison de l'influence importante de O'Donnell, Saor Éire défendait vivement la renaissance de la culture gaélique et l'implication des travailleurs des communautés rurales les plus pauvres dans toute contestation contre les institutions capitalistes irlandaises et l'impérialisme britannique. 

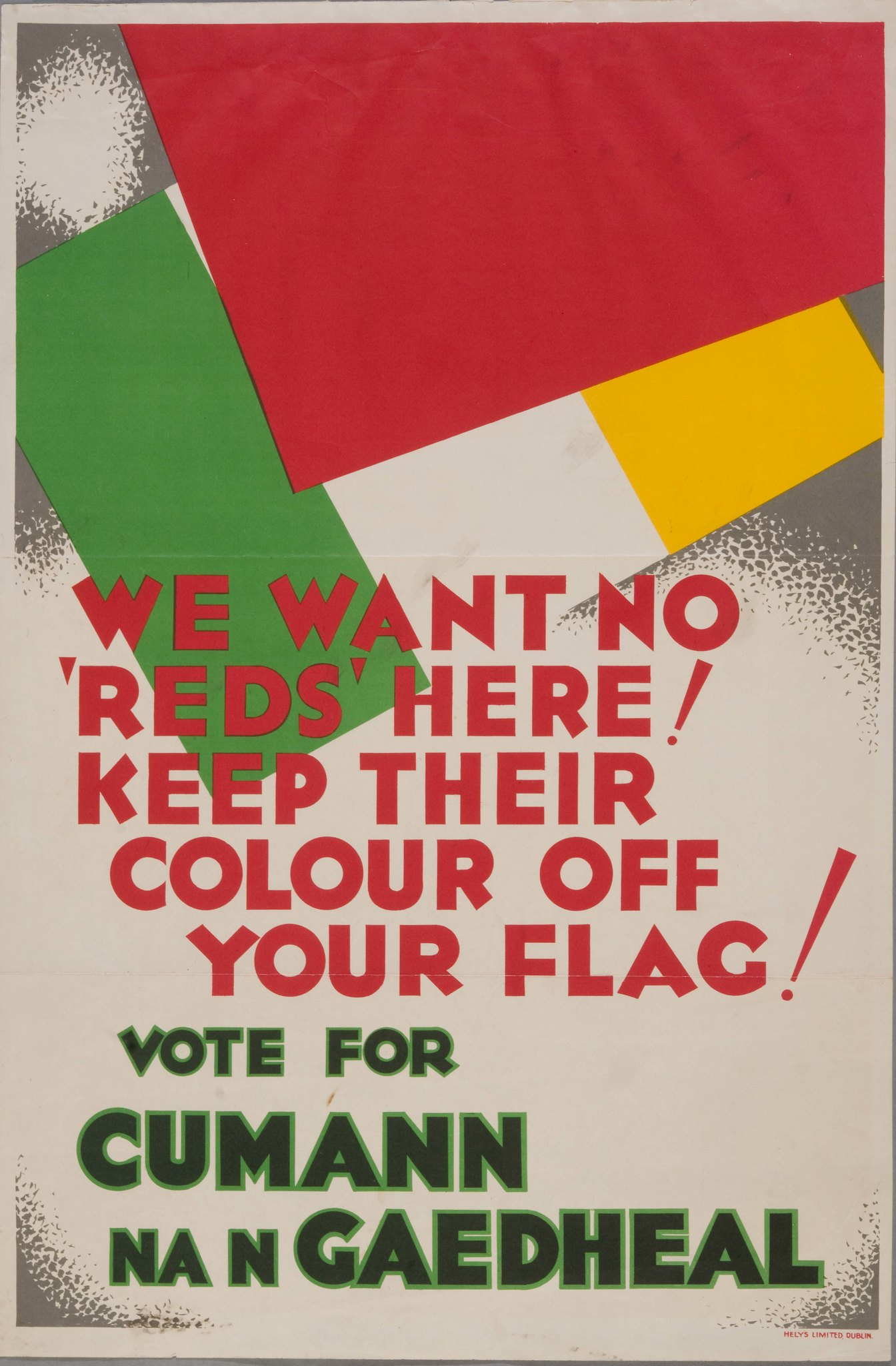
Propagande anti-communiste du Cumann na nGaedheal, 1932.

L'organisation a été durement attaquée par la presse de centre-droit et l'Église catholique et présentée comme un dangereux groupe communiste, même le Sinn Féin républicain s'en démarque et dénonce son discours de lutte de classe. Rapidement, Saor Éire a été interdite par le gouvernement de l'État libre,. Les réactions hostiles des forces conservatrices, la répression policière dirigée contre elle et la méfiance profonde des tendances les moins progressistes de l'IRA ont empêchée Saor Éire de devenir une organisation politique efficace. 
O'Donnell et ses partisans tenteront une initiative similaire deux ans plus tard avec la création du Congrès républicain en 1933.